# Fumărit
Fumărit se numea o dare percepută în Țara Românească și în Moldova, în secolul. XVII, pe fiecare coș de fum al caselor țărănești, respectiv pe fiecare casă , mai precis, pe casa în care se făcea foc. Acest impozit mai era cunoscut și sub denumirea de coșărit.
În esență, fumăritul era un impozit de capitație,
adică un impozit, sub formă de cote fixe, perceput, în evul mediu, pe fiecare cap de locuitor.
Persoana care încasa fumăritul purta denumirea de fumărar .
În lucrarea sa Ciocoii vechi și noi sau Ce naște din pisică șoareci mănâncă, Nicolae Filimon dădea următoarea explicație:
Vinăriciul, oieritul și fumăritul erau dăjdii indirecte ce plăteau particularii către stat; sub nume de vinărici domnesc, era dator fiecare stăpân de vie să dea din zece vedre una, afară de privilegiații și scutiții cu hrisoave domnești. Oeritul era o dăjdie pentru care se plătea de fiecare vită mare și mică câte cincisprezece parale; fumăritul asemenea era o dăjdie ce plăteau stăpânii de pivnițe și cârciumi. Aceste dăjdii se vindeau la particulari și ei le adunau prin oamenii lor numiți taxidari.
În Letopisețul Țării Moldovei , Ion Neculce se referă la doi domnitori care au pus ca dare fumăritul:
Vasilie-vodă, după ce au luat domnia de la Țarigrad, s-au rugat viziriului să lasă țara de bir trii ani, și al triili anǔ să dè birul țărâi o dată... Și au scos atunce pre țară fumărit, câte un leu de casă.
Ștefăniță-vodă vrând odată să scoată fumărit pe țară câte șase orți de casă, și înainte vreme era obicei de da numai câte un leu de casă, iar Toma vornicul și cu Iordachi, frate-său, Cantacozineștii nu-l lăsa să-l scoată mai mult decât un leu și-i dzicè să nu facă obicei nou, că nu-i bine.
Potrivit lucrării „Descrierea Moldovei” a lui Dimitrie Cantemir, fiecare casă țărănească plătea, în vreme de pace, pentru trebuințele țării, 80 de aspri, adică un florin, dajdie numită fumărit; în vreme de război, un taler împărătesc sau 120 aspri, iar la vreme de mai mare nevoie, un galben, care prețuia atunci 200 aspri.
Printr-un hrisov din 16 aprilie 1793, voievodul Alexandru Moruzi acorda Mănăstirii Sărindar scutire de dăjdii și de orânduiala ce va ieși de la visterie și de la cămara domniei meale peste an. Mănăstirea primește dreptul de a ține o cârciumă în care să-și vândă vinul, urmând să fie scutită de „fumărit, căminărit, de vamă, de vin domnesc și de toate alte angarale”.
Între 1774 și 1879, populația era înregistrată pe cap de familie sau casă (fumărit). Pentru aflarea numărului locuitorilor se înmulțea numărul de case sau capi de familie cu numărul convențional 5, care reprezenta numărul mediu al persoanelor dintr-o gospodărie, și se făcea estimarea populației unei localități.
După 1893, impozitul numit fumărit și-a schimbat conținutul, fiind aplicat pentru uscăturile strânse de țărani din pădure.